# Erissus roseus
Erissus roseus är en spindelart som beskrevs av Cândido Firmino de Mello-Leitão 1943. 
Erissus roseus ingår i släktet Erissus och familjen krabbspindlar. Inga underarter finns listade i Catalogue of Life.